# Birán
Birán je malé město v provincii Holguín ve východní části Kuby. Asi 30 km jihozápadně od města se nachází pohoří Sierra de Mayara Nipe a 100 km na jih město Santiago de Cuba.
Birán je známý jako místo narození několika sourozenců z rodiny Castro – někdejšího prezidenta Fidela Castra i jeho bratra Raúla, který byl rovněž svého času prezidentem. Jako rodiště vůdce kubánské revoluce byl Birán v roce 2009 prohlášen za národní památku.
Narodila se zde i Fidelova sestra Juanita, která se však po prvotním ztotožnění s myšlenkami kubánské revoluce s Fidelem a Raúlem názorově rozešla, stala se špionkou zpravodajské služby CIA a odstěhovala se do amerického Miami.